# Harold Byron Hudson
Harold Byron »Steve« Hudson, kanadski letalski častnik, vojaški pilot in letalski as, * 8. december 1898, Cobham, Surrey, † februar 1982, Vancouver, Britanska Kolumbija.
Poročnik Hudson je v svoji vojaški službi dosegel 13 zračnih zmag.

## Življenjepis
Med prvo svetovno vojno je bil sprva pripadnik RFC (od leta 1917), nato pa RAF.

## Odlikovanja
- Vojaški križec (MC)